# 딜런 암스트롱
딜런 암스트롱(영어: Dylan Armstrong, 1981년 1월 15일~)은 캐나다의 육상 선수, 지도자이다. 주 종목은 포환던지기이며 국가대표 경력 초기에는 해머던지기 선수로도 활동했다. 암스트롱은 2008년 하계 올림픽 남자 해머던지기 경기에서 동메달을 획득했으며 이 메달은 2015년에 안드레이 미흐네비치의 메달 박탈 후 승계된 메달이다. 그는 세계 선수권 대회에서 은메달 1개(2022), 동메달 1개(2023)를 획득했으며 코먼웰스 게임 금메달 1개, 팬아메리칸 게임 금메달 2개를 획득했다.
현재 캐나다 남자 포환던지기 국가 기록을 보유하고 있다.